# Actinie

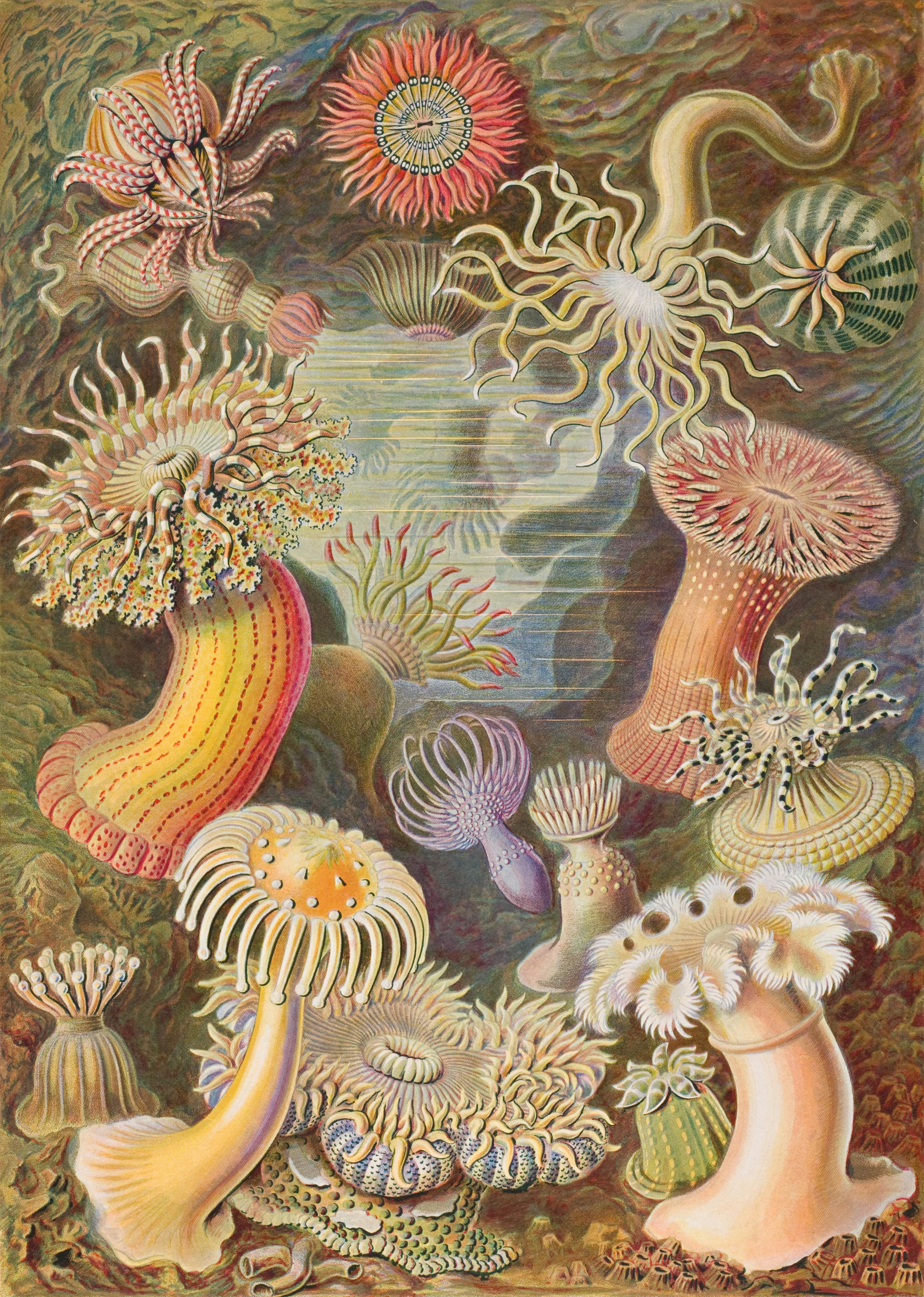
Imagine dinErnst Haeckel's Kunstformen der Natur, 1904, care prezentă mai multe anemone de mare clasificate ca Actiniae

Actinia este un animal de mare din încrengătura celenteratelor, fixat pe stânci, variat colorat, cu aspect de floare și cu orificiul bucal înconjurat de tentacule. Se mai numește anemonă-de-mare sau dedițel-de-mare..

## Legături externe
- Materiale media legate de Actinie la Wikimedia Commons